# Ходес, Савелий Григорьевич
Савелий Григорьевич Ходес (23 июня 1902, Киев — 1983, Пермь) — советский театральный деятель, директор Пермского академического театра оперы и балета им. П. И. Чайковского в 1944—1973 годах, заслуженный деятель искусств РСФСР (1946).

## Биография
Родился в Киеве в еврейской семье музыкально-театральных работников.
Учился в коммерческом училище Самары и Казанском музыкальном училище. Принимал участие в политической жизни России в анархистских организациях, с 1918 — член ВКП (б).
В качестве политработника участвовал в Гражданской войне в России. В 1919 году был делопроизводителем военно-эвакуационного госпиталя. Затем — курсантом курсов комсостава и начальником военных клубов в Самаре и Казани.
С 1924 года находился на административной работе в гражданских учреждениях культуры Казани и Свердловска. С 1930 года был директором Свердловского театра оперы и балета им. А. В. Луначарского. Одновременно в различные годы исполнял обязанности директора других свердловских театров и филармонии. В 1939—1941 годах работал директором и художественным руководителем Татарского государственного театра оперы и балета в Казани, в 1941—1944 годах — Театра музыкальной комедии на Кавказских минеральных водах (в 1990-е годы был переименован в Театр Оперетты). С 1944 года был директором Пермского театра театра оперы и балета.
Известен как опытный и культурный руководитель. Под музыкальным руководством дирижёров Анатолия Людмилина, Александра Шморгонера, хормейстера Леонида Виссонова и при режиссёрском руководстве Иосифа Келлера, в сложнейших условиях военного и послевоенного времени вывел театр в число ведущих музыкальных коллективов СССР.
Также занимался общественной деятельностью, избирался в выборные органы власти Казани, Свердловска и Перми; руководящие партийные органы в Свердловске и Перми. Был награждён орденом Трудового Красного Знамени (1967).
Умер в 1983 году в Перми. Похоронен на Южном кладбище города. Рядом с ним похоронены его брат — Семён Григорьевич Ходес (1913—1996) и Мария Алексеевна Клековкина (1925—1997). Могила Савелия Ходеса является предметом охраны объекта культурного наследия регионального значения.